# Aleksandar Džikić
Aleksandar Džikić (em sérvio:  Александар Џикић) (Belgrado, 23 de março de 1971) é um treinador de basquetebol que atualmente é o treinador principal do Budućnost VOLI Podgorica.

## Carreira
- 1994-1997 - KK Beovuk (assistente)[2]
- 1997-1999 - KK Beovuk
- 1999-2005 - Partizan Belgrado (assistente)
- 2005-2007 - Minnesota Timberwolves (assistente)
- 2008 - Olimpija Liubliuana
- 2009-2011 - Krka Novo Mesto
- 2011-2012 - Lietuvos rytas
- 2013-2015 - Krka Novo Mesto
- 2014-2015 - Seleção da Macedônia
- 2016-2017 - Partizan
- 2017-presente - Budućnost VOLI

### Conquistas
- Campeão do FIBA Eurochallenge com o Krka Novo Mesto (2011)
- 4x campeão esloveno ( 2008, 2010 , 2011 e 2014)
- 3x campeão copa eslovena (2008, 2014 e 2015)
- 3x campeão da Super Copa eslovena (2008, 2010 e 2014)